# Кутовой, Максим Александрович
Максим Александрович Кутовой (1 июля 2001, Славянск-на-Кубани) — российский футболист, нападающий клуба «СКА-Хабаровск».

## Клубная карьера
Краснодар
За молодёжный состав «Краснодара» дебютировал 27 августа 2016 года в домашней игре против «Локомотива» (1:3). 16 мая 2018 сыграл единственный матч в сезоне ПФЛ за «Краснодар-2», со следующего сезона — игрок команды в первенстве ФНЛ. Игрок ЮФЛ 2019/20. 12 июля 2020 года дебютировал в премьер-лиге в домашнем матче «Краснодара» против «Урала» (3:0), выйдя на 84-й минуте.
В отборочном турнире чемпионата Европы 2018 (до 17 лет) провёл три матча; в игре с Фарерами к 11-й минуте забил два гола — в свои и чужие ворота. В отборочном турнире чемпионата Европы 2020 (до 19 лет) провёл два матча.

## Статистика выступлений

### Клубная статистика
| Выступление      | Выступление      | Выступление      | Лига | Лига | Кубки | Кубки | Еврокубки | Еврокубки | Итого | Итого |
| Клуб             | Лига             | Сезон            | Игры | Голы | Игры  | Голы  | Игры      | Голы      | Игры  | Голы  |
| ---------------- | ---------------- | ---------------- | ---- | ---- | ----- | ----- | --------- | --------- | ----- | ----- |
| Краснодар        | Премьер-лига     | 2019/20          | 3    | 0    | —     | —     | —         | —         | 3     | 0     |
| Краснодар        | Премьер-лига     | 2020/21          | 7    | 0    | —     | —     | —         | —         | 7     | 0     |
| Краснодар        | Премьер-лига     | 2022/23          | 1    | 1    | —     | —     | —         | —         | 1     | 1     |
| Краснодар        | Итого            | Итого            | 11   | 1    | 0     | 0     | 0         | 0         | 11    | 1     |
| → Краснодар-2    | ПФЛ              | 2017/18          | 1    | 0    | —     | —     | —         | —         | 1     | 0     |
| → Краснодар-2    | Первая лига      | 2018/19          | 15   | 1    | —     | —     | —         | —         | 15    | 1     |
| → Краснодар-2    | Первая лига      | 2019/20          | 17   | 0    | —     | —     | —         | —         | 17    | 0     |
| → Краснодар-2    | Первая лига      | 2020/21          | 31   | 5    | —     | —     | —         | —         | 31    | 5     |
| → Краснодар-2    | Первая лига      | 2021/22          | 16   | 3    | —     | —     | —         | —         | 16    | 3     |
| → Краснодар-2    | Первая лига      | 2022/23          | 23   | 0    | —     | —     | —         | —         | 23    | 0     |
| → Краснодар-2    | 2.лига"А"        | 2023/24          | 2    | 0    | —     | —     | —         | —         | 2     | 0     |
| → Краснодар-2    | Итого            | Итого            | 105  | 9    | —     | —     | —         | —         | 105   | 9     |
| Всего за карьеру | Всего за карьеру | Всего за карьеру | 116  | 10   | 0     | 0     | 0         | 0         | 116   | 10    |